# Lamar Jeffers

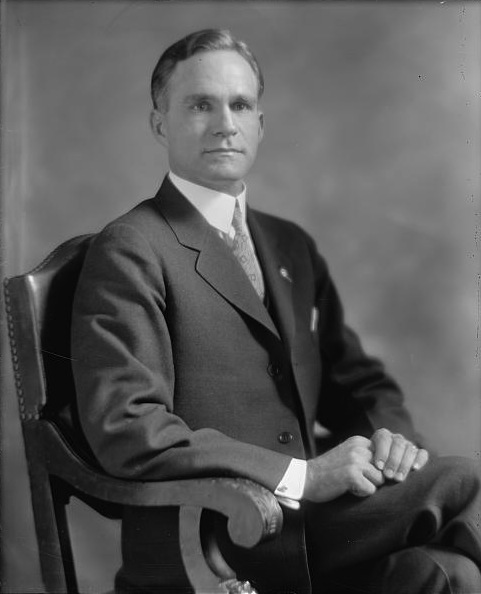
Lamar Jeffers

Lamar Jeffers (* 16. April 1888 in Anniston, Alabama; † 1. Juni 1983 in Daytona Beach, Florida) war ein US-amerikanischer Offizier und Politiker (Demokratische Partei).

## Leben
Lamar Jeffers besuchte öffentliche Schulen und das Alabama Presbyterian College in Anniston. Er diente zwischen 1904 und 1914 in der Alabama National Guard. Dann nahm er im Januar 1917 eine Stellung als Beamter (Clerk) am Amtsgericht des Calhoun County an. Er bekleidete diesen Posten bis Mai 1917, als er in die US-Army eintrat, wo er in der 82. Division in Frankreich diente. Während dieser Zeit wurde ihm das Distinguished Service Cross verliehen. Ferner wurde er zum Major in der Infanterie befördert.
Jeffers wurde in den 67. US-Kongress gewählt, um dort die freie Stelle zu füllen, die durch den Tod des Abgeordneten Fred L. Blackmon entstand. Er wurde in den 68. US-Kongress und die fünf nachfolgenden US-Kongresse wiedergewählt. Bei seiner Kandidatur 1934 für den 74. US-Kongress erlitt er eine Niederlage. Jeffers war im US-Repräsentantenhaus vom 7. Juni 1921 bis zum 3. Januar 1935 tätig. Während dieser Zeit hatte er den Vorsitz über das Committee on Civil Service (72. und 73. US-Kongress). Danach kehrte er nach Daytona Beach zurück, wo er 1983 starb. Er wurde auf dem Nationalfriedhof Arlington beigesetzt.